# Eparquia uniata de Chełm

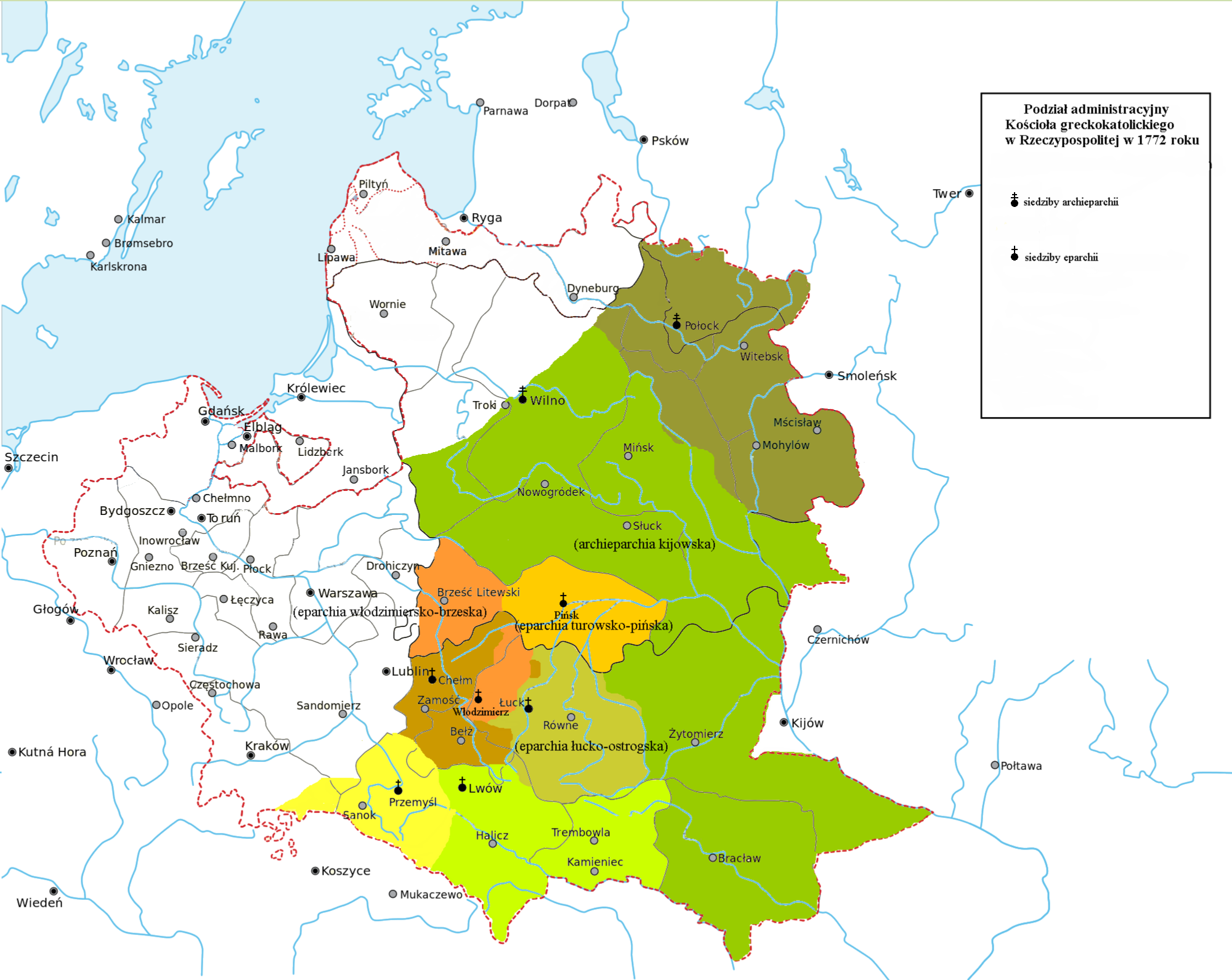
Divisão administrativa da Igreja greco-católica em 1772 (antes da partição da Comunidade Polaco-Lituana)

Eparquia de Chełm–Bełz, também Chełm–Bełz dos Rutenos, foi uma eparquia da Igreja uniata rutena de 1596 até 1875. Foi parte da metrópole de Kiev, Galícia e Toda a Rutênia. Estava situada na Comunidade Polaco-Lituana. A sé episcopal da eparquia estava situada em Chełm.
Uniu as paróquias de parte das Terras de Chełm da Voivodia da Rutênia.

## História
Foi estabelecida em 1596 na Comunidade Polaco-Lituana, em território que não havia sido servido anteriormente pela Igreja, como resultado da União de Berestia.
Após as partições da Polônia, a Igreja uniata continuou a operar no território anexado pela Monarquia dos Habsburgos (Reino da Galícia e Lodoméria).
Em 24 de fevereiro de 1807, o Papa assinou a bula In universalis Ecclesiae regimine, criando uma sé metropolitana uniata sediada em Lvov. Suas eparquias sufragâneas incluíam Chelm e Przemyśl. Após o Tratado de Schönbrunn de 1809, o Império Austríaco foi forçado a ceder a maior parte do território da antiga Galícia Ocidental ao Ducado de Varsóvia. Em 1815, a decisão final do Congresso de Viena resultou na cessão da Galícia Ocidental ao Império Russo. A eparquia de Chelm, que estava localizada na Galícia Ocidental, juntamente com os territórios poloneses centrais, tornou-se parte da Polônia do Congresso.
Foi suprimida em favor da Igreja Ortodoxa Russa em 18 de março de 1875 na Conversão da Eparquia de Chełm.

## Referencias
1. 1 2 3  SOWIŃSKA, Danuta (16 de setembro de 2015). «Warszawa i Lublin jako główne ośrodki obywatelskiego wymiaru sprawiedliwości w Królestwie Polskim w 1915 r». Historia i Świat: 305–336. ISSN 2299-2464. doi:10.34739/his.2015.04.15. Consultado em 27 de novembro de 2024
2. 1 2  «Former Eparchy of Chełm–Bełz (Ukrainian Rite)». GCatholic. Consultado em 27 de novembro de 2024
3. 1 2  «Chełm and Bełz (Ukrainian Diocese) [Catholic-Hierarchy]». www.catholic-hierarchy.org. Consultado em 27 de novembro de 2024
4. ↑  «ГАЛИЦЬКА ГРЕКО-КАТОЛИЦЬКА МИТРОПОЛІЯ». web.archive.org. 11 de agosto de 2020. Consultado em 30 de novembro de 2024
5. ↑  «Catholic Encyclopedia (1913)/Ruthenians - Wikisource, the free online library». en.wikisource.org (em inglês). Consultado em 30 de novembro de 2024
6. ↑  Łapiński, Józef (10 de dezembro de 2008). «Zabiegi Stolicy Apostolskiej o utrzymanie Unii z 1596 r. na podstawie unickiej diecezji chełmskiej w XIX wieku». Prawo Kanoniczne (3-4): 353–370. ISSN 2353-8104. doi:10.21697/pk.2008.51.3-4.17. Consultado em 27 de novembro de 2024